# Magnetski zapis
Ovaj oblik zapisa je prije cca 7-10 godina bio najrasprostranjeniji oblik zapisa, međutim danas polagano umire. Obično se koristi (na primjer) na običnim disketama, na video i audio kazetama ili na hard diskovima (tvrdi diskovi). Međutim pojavom optičkog zapisa magnetski oblik zapisivanja polako odumire. Tako se, npr. diskete i audio kazete mijenjaju CD-ovima, video kazete DVD-ovima i sl. (više o DVD-u i CD-u u članku optički zapis).
Magnetski način pisanja i čitanja i nije toliko komplicirana (idejno). U praksi je izvedba te ideje, naravno, malo kompliciranija. Najednostavnije opisano:

U uređaju za čitanje/pisanje imamo glavu i preko nje prelazi magnetska traka (traka koja ima mogućnost magnetizma, uglavnom od plastike premazana nekim metalom) i kada je na traci zapisan određeni magnetski kod, glava to detektira i na taj način reagira.

Naravno, samo na kazetama su trake. Na disketi je ploča, koja je također od plastike, a i u hard disku je ploča, međutim ona nije od plastike, pošto se ta ploča mora vrtiti velikim brzinama.

Problem s magnetskim zapisom je upravo to što je magnetski. Svaki magnet na dovoljno maloj udaljenosti od kazete/diskete da bi se podatci snimljeni na disketi oštetili.